# Libero D'Orsi

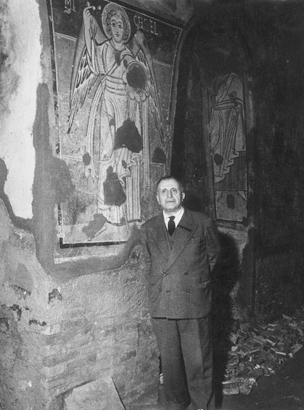
Libero D'Orsi all'interno della Grotta di San Biagio

Libero D'Orsi (Castellammare di Stabia, 30 marzo 1888 – Castellammare di Stabia, 18 gennaio 1977) è stato un archeologo italiano, noto per aver ripreso le attività di scavo presso Stabiae.

## Biografia
Laureato in Lettere, fu preside della scuola media Stabiae a Castellammare di Stabia. D'Orsi era appassionato di archeologia e di scrittura, passione che lo portò ad essere direttore di un piccolo giornale locale intitolato Vaco 'e pressa.
Nel 1949 fu nominato Ispettore Onorario alle Antichità e Belle Arti e, a partire dal 16 febbraio 1950, intraprese la prima sistematica campagna di scavi archeologici dell'antica città romana di Stabiae, dopo quelle dei Borbone.
Grazie al suo interesse e al suo impegno venne esplorata la grotta di San Biagio e riportate alla luce alcune ville romane: i lavori di scavo durarono fino al 1962; allestì nei sotterranei della scuola di cui era preside l'Antiquarium stabiano.
In suo onore è intitolalato un viale a Castellammare di Stabia, nonché il Museo archeologico di Stabia Libero D'Orsi.